# الرابطة الوطنية للشباب الوطني
الرابطة الوطنية للشباب الوطني (بالفرنسية: Ligue nationale de la jeunesse patriotique)‏ كانت حركة سياسية في داهومي (أعيدت تسميتها لاحقًا بنين). تأسست الرابطة عام 1967.  كان أتباعها يلقبون بالليغوير (الفرسان). 
تحالفت الرابطة مع الحكام العسكريين للبلاد. نجحت في إقناع الجيش بتبني الخطاب السياسي الماركسي اللينيني. أثناء حكم الحزب الشعبي الثوري في بنين، مثَّل الليغوير السابقون الفصائل الراديكالية المتشددة داخل النظام. كان للمجموعة تأثير كبير في سنوات 1974-1975. 
خرج فصيل الليغوير عن خط الرئيس كيريكو منذ عام 1981 فصاعدًا. وزاد نفوذ المعتدلين والتكنوقراط داخل النظام بينما تم تقليص نفوذ الرابطة. 